# Antonio Córdoba Barba
Antonio Córdoba Barba (Puente Tocinos, Murcia, 12 de enero de 1949) es un matemático, profesor investigador y catedrático universitario español.

## Biografía
Córdoba Barba se licenció en Matemáticas en la Universidad Complutense de Madrid (1971) y se doctoró en la Universidad de Chicago en 1974 y en la Complutense madrileña en 1975 (Los operadores de Bochner-Riesz), en ambos casos bajo la dirección del matemático Charles Fefferman Es catedrático de Análisis Matemático en la Universidad Autónoma de Madrid y director del Instituto de Ciencias Matemáticas (ICMAT-CSIC) desde 2016. Fue profesor visitante de la Universidad de Princeton y miembro de su Instituto de Estudios Avanzados. También fue profesor visitante de otras universidades como la de París-Sur, la Escuela Politécnica Federal de Zúrich o la de Chicago.
Sus trabajos como investigador se centran, entre otros campos, en el análisis de Fourier, la física matemática o las ecuaciones diferenciales. Cuenta con una producción científica de calidad y con publicaciones en las mejores revistas matemáticas internacionales tales como Annals of Mathematics, Inventiones Matematicae, Communications on Pure and Applied Mathematics. Fundó la Revista Matemática Iberoamericana y es también autor de varios libros, algunos de ellos son ensayos de divulgación matemática como Los números (Ediciones Catarata) y La saga de los números, (Editorial Crítica), entre otros.
En 2011 fue galardonado con el Premio Nacional de Investigación "Julio Rey Pastor", en el área de Matemáticas y Tecnologías de la Información y las Comunicaciones por «sus originales contribuciones en diferentes campos de las matemáticas; en particular, en el análisis de Fourier, en las ecuaciones en derivadas parciales y sus aplicaciones en mecánica de fluidos, así como por su muy destacada implicación en la articulación de la estructura matemática en España y su compromiso en la divulgación de esta disciplina en la sociedad».
Es miembro de la Real Sociedad Matemática Española, donde presidió su comité científico, académico de honor de la Academia de Ciencias de la Región de Murcia, miembro del Colegio Libre de Eméritos y doctor honoris causa por la Universidad de Murcia.